# Раафлауб, Беат
Беат Мартин Раафлауб (нем. Beat Martin Raaflaub; род. 19 августа 1946, Винтертур) — швейцарский дирижёр.
Изучал немецкий язык и историю в Базельском университете, получил степень доктора в 1977 г. со специализацией в новейшей истории Швейцарии. Одновременно Раафлауб учился как хоровой дирижёр в Базельской консерватории под руководством Фрица Нефа. В 1976 г. Раафлауб был назначен директором детской музыкальной школы в Муттенце, с 1979 г. одновременно руководил двумя камерными хорами, в Муттенце и Бюлахе.
С 1983 г. по февраль 2007 Раафлауб руководил Базельским хором мальчиков — одним из старейших в мире музыкальных коллективов такого рода. С этим хором он много гастролировал по всему миру и осуществил ряд записей. 